# Seminář svatého Františka Xaverského (Olomouc)
Seminář svatého Františka Xaverského byl postaven jezuity v Olomouci počátkem 18. století pro potřeby instituce založené ke vzdělávání chudých studentů. Budova je chráněna jako kulturní památka ČR a sídlí v ní Cyrilometodějská teologická fakulta Univerzity Palackého.

## Historie
V roce 1582 olomoucký biskup Stanislav Pavlovský založil seminář pro chudé studenty. Na počátku 17. století byl pojmenován po jezuitském světci Františkovi Xaverském. Stal se součástí jezuitské akademie, předchůdce dnešní Univerzity Palackého. Původně se jednalo o soubor domů, které jezuité postupně skupovali pro potřeby ubytování svých studentů. V letech 1717–1720 byla na jejich místě postavena nová budova. Stavbu realizoval stavitel Wolfgang Reich podle plánů olomouckého stavitele Lucase Glöckela. Jezuité ji užívali až do zániku řádu v roce 1773, kdy olomoucké vysoké učení přešlo pod státní správu. V roce 1777 byla do části budovy přemístěna šlechtická kolej (collegium nobillium) z Ferdinandského konviktu. V roce 1778 byla univerzita přenesena do Brna, ale již po čtyřech letech se vrátila zpět, i když jen jako tříleté lyceum. 
Pro obnovenou univerzitu byla jako sídlo vybrána budova bývalého semináře svatého Františka Xaverského. Toto umístění vybral osobně císař Josef II. za svého pobytu v Olomouci v září 1783, a proto je nad vstupem do budovy deska s nápisem OPTIMARUM ARTIUM LUDIS JOSEPHUS II AUG. MDCCLXXXIII (školám nejlepších umění císař Josef II. 1783). Škola se rozvíjela a získávala věhlasu, jejím studentem byl například Gregor Johann Mendel.
Po zrušení univerzity v roce 1860 zůstala v budově pouze knihovna, samostatná teologická fakulta, do roku 1875 medicínsko-chirurgický ústav a poté německé gymnázium (do roku 1902). Budova značně utrpěla během první světové války, kdy v ní byl zřízen vojenský lazaret.
Po roce 1918 budovu užívaly společně Cyrilometodějská teologická fakulta a studijní knihovna. Po přestěhování knihovny do nových prostor byla budova v roce 1936 upravena pro provoz fakulty. V západním křídle vznikla spojením dvou poschodí velká aula a na průčelí bývalé kaple byla umístěna socha sv. Václava z roku 1929. Univerzitní budova byla slavnostně otevřena 22. února 1937.
Po zrušení českých vysokých škol nacisty měla v období protektorátu v budově sídlo organizace Hitlerjugend. Začátkem roku 1946 byla univerzita obnovena a do budovy se vrátila bohoslovecká fakulta, která však byla zrušena komunistickým režimem po únoru 1948. Několik let budovu užíval podnik Pozemní stavby, který pro kancelářský provoz provedl v interiéru řadu necitlivých změn, mimo jiné zanikla kaple a také někdejší auditorium. Později se stala sídlem pedagogické fakulty UP a po roce 1990 znovuobnovené Cyrilometodějské teologické fakulty.
Na počátku 21. století byly provedeny postupné opravy budovy (výměna oken, fasáda), obnoveno auditorium a fakultní kaple, vybudovány nové prostory v podkroví, instalován výtah, posluchárny vybaveny moderní technikou.

## Popis
Rozlehlý třípatrový nárožní dům s vrcholně barokním průčelím a dvěma trakty stojí v historickém jádru města v sousedství dalších univerzitních budov a Sarkanderovy kaple. Přízemí je odděleno od horních pater bohatě profilovanou římsou, fasáda je členěna lizénami, okna prvního patra jsou zdobena šambránami a suprafenestrami. Okno nad vstupem má uprostřed fronton s kartuší se znaky biskupské důstojnosti. V patře nároží je ve výklenku umístěna socha svatého Václava. Na zdi směrem do Mahlerovy ulice je pamětní deska od sochaře Bohumila Teplého, která připomíná studium Gregora Mendela na zdejší univerzitě. Vstup do objektu je vytvořen bránou s polokruhovým zakončením a štukovou výzdobou, která plasticky zdůrazňuje střední část přízemí. Nad vchodem je kamenná deska s nápisem připomínajícím založení lycea v roce 1783. Portál vede do valeně zaklenutého průjezdu, ve kterém je instalována pamětní deska s reliéfy sv. Cyrila a Metoděje. Vytvořil ji sochař Julius Pelikán u příležitosti renovace budovy v roce 1936.
Prostory každého patra spojuje obíhající chodba, původně arkádová (dnes jsou arkády zazděny). Na patrech se nacházely větší sálové prostory, které se střídaly s menšími kabinety. Většina místností je zaklenuta valenými klenbami s lunetami. V zaobleném nároží v 1. patře se nachází oválná bývalá kaple sv. Františka Xaverského. V přízemí na místě někdejšího refektáře bylo upraveno auditorium s portréty papežů Pia V. a Sixta V.
Budova fakulty je vyzdobena souborem reprodukcí některých z mnoha barokních univerzitních tezí, které připomínají slavnou historii olomoucké univerzity.